# Кунетицька гора
Кунетицька гора (чеськ. Kunětická hora) -ізольована фонолітова гора, висотою 307 метрів над рівнем моря, яка розташована неподалік міста Пардубиці, на відстані 5 км від центру міста, в межах муніципалітету Раби. На вершині гори розташований замок з однойменною назвою. Гора є найвищою точкою Кунетицької котловини. Місцева назва - Кунка. 

З 2014 року схили пагорба охороняються як пам’ятка природи площею 27,25 га. Причиною створення заповідної території є охорона сапроксильних комах, ссавців і птахів, прив’язаних до насаджень старих  дерев, а також видів тварин і рослин, прив’язаних до скельних утворень, сухих газонів і старих фруктових садів. Територією опікується Регіональне управління Пардубицького краю.

## Історія
Згідно з численними археологічними знахідками, люди жили в околицях самотньої дзвоноподібної гори вулканічного походження, яка підноситься над родючою рівниною , ще з часів неоліту. Камінь, знайдений тут, використовувався для виготовлення обертових млинів у період латенської культури.

На основі археологічних розкопок можна стверджувати, що замок на вершині гори вперше був збудований в другій половині 14 століття, проте письмової інформації про цей замок, ані про його власника не збереглось.

Більшу популярність замок на Кунетицькій горі отримав за період  гуситських воєн. З 1421 року (перша письмова згадка про замок) він був одним із важливих стратегічних опорних пунктів. Після завоювання монастиря Опатовиці його зайняв гуситський намісник Дівіш Боржек з Мілетінека. До 1423 р. він здійснив реконструкцію, надавши будівлі вигляду типового гуситського замку. 

## Геологія
Завдяки своєму олігоценовому віку,  Кунетицька гора належить до третинних вулканічних утворень південно-східної частини Чеського масиву, але гора ніколи не була вулканом. Схили складаються з лаколітового тефриту та фоноліту.